# Groot-Brittannië op de Olympische Winterspelen 1998
Tijdens de Olympische Winterspelen van 1998, die in Nagano (Japan) werden gehouden, nam Groot-Brittannië voor de achttiende keer deel.

## Medailleoverzicht
| Sport     | Olympiër                                            | Discipline    | Medaille |
| --------- | --------------------------------------------------- | ------------- | -------- |
| Bobsleeën | Sean Olsson Dean Ward Courtney Rumbolt Paul Attwood | 4-mansbob (m) | Brons    |

## Deelnemers en resultaten
(m) = mannen, (v) = vrouwen 

### Alpineskiën
| Olympiër              | Discipline       | Resultaat | Prestatie                        |
| --------------------- | ---------------- | --------- | -------------------------------- |
| Alain Baxter          | reuzenslalom (m) | 31e       | 2.49,82 (+11,31) 1.26,29+1.23,53 |
| Alain Baxter          | slalom (m)       | dq-1      | diskwalificatie run 1 dq (57,83) |
| Graham Bell           | afdaling (m)     | 23e       | 1.53,93 (+3,82)                  |
| Graham Bell           | super g (m)      | 31e       | 1.39,80 (+4,98)                  |
| Andrew Freshwater     | afdaling (m)     | dnf       | opgave                           |
| Andrew Freshwater     | super g (m)      | 33e       | 1.39,89 (+5,07)                  |
| Andrew Freshwater     | combinatie (m)   | dnf-s1    | opgave slalom run 1              |
| James Ormond          | combinatie (m)   | dnf-s1    | opgave slalom run 1              |
|                       |                  |           |                                  |
| Emma Carrick-Anderson | slalom (v)       | dnf-1     | opgave run 1                     |
| Sophie Ormond         | reuzenslalom (v) | dnf-1     | opgave run 1                     |

### Biatlon
| Olympiër   | Discipline | Resultaat | Prestatie                                    |
| ---------- | ---------- | --------- | -------------------------------------------- |
| Mike Dixon | 10 km (m)  | 47e       | 30.34,4 (+3.18,2) pen.: 0 (0 + 0)            |
| Mike Dixon | 20 km (m)  | 33e       | 1:01.08,0 (+5.51,6) pen.: 1 (0 + 1 + 0 + 0)  |
| Mark Gee   | 10 km (m)  | 68e       | 33.00,3 (+5.44,1) pen.: 5 (2 + 3)            |
| Mark Gee   | 20 km (m)  | 68e       | 1:07.46,8 (+11.30,4) pen.: 7 (2 + 2 + 0 + 3) |

### Bobsleeën
| Olympiër                                            | Discipline                        | Resultaat | Prestatie                                       |
| --------------------------------------------------- | --------------------------------- | --------- | ----------------------------------------------- |
| Sean Olsson Lenny Paul                              | 2-mansbob (m) Groot-Brittannië I  | 15e       | 3.39,94 (+2,70) (55,24 / 55,12 / 54,85 / 54,73) |
| Lee Johnston Eric Sekwalor                          | 2-mansbob (m) Groot-Brittannië II | 20e       | 3.40,88 (+3,64) (55,51 / 55,19 / 55,16 / 55,02) |
| Sean Olsson Dean Ward Courtney Rumbolt Paul Attwood | 4-mansbob (m) Groot-Brittannië I  | Brons     | 2.40,06 (+0,65) (52,77 / 53,58 / 53,71)         |

### Curling
| Olympiër                                                               | Discipline | Resultaat | Prestatie |
| ---------------------------------------------------------------------- | ---------- | --------- | --- |
| Douglas Dryburgh Peter Wilson Phil Wilson Ronnie Napier James Dryburgh | mannen     | 7e        | Groepsfase: 4- 2 Groot-Brittannië - Noorwegen 4-10 Groot-Brittannië - Zwitserland 3-10 Groot-Brittannië - Canada 5- 7 Groot-Brittannië - Zweden 9- 5 Groot-Brittannië - Japan 4- 7 Groot-Brittannië - Duitsland 3- 6 Groot-Brittannië - Verenigde Staten                                                                                            |
| Kirsty Hay Edith Loudon Jackie Lockhart Katie Loudon Felsie Bayne      | vrouwen    | 4e        | Groepsfase: 7- 5 Groot-Brittannië - Japan 3- 9 Groot-Brittannië - Denemarken 6- 4 Groot-Brittannië - Noorwegen 8- 5 Groot-Brittannië - Verenigde Staten 3- 8 Groot-Brittannië - Canada 6- 5 Groot-Brittannië - Duitsland 5- 8 Groot-Brittannië - Zweden Halve finale: 5- 6 Groot-Brittannië - Canada Bronzen finale: 6-10 Groot-Brittannië - Zweden |

### Freestyleskiën
| Olympiër     | Discipline  | Resultaat | Prestatie                     |
| ------------ | ----------- | --------- | ----------------------------- |
| Tim Dudgeon  | moguls (m)  | 28e       | dnq (kwalificatie: 16,32 p.)  |
| Sam Temple   | moguls (m)  | dnf       | dnq (kwalificatie: opgave p.) |
| Kevin Harbut | aerials (m) | 20e       | dnq (kwalificatie: 168,32 p.) |

### Kunstrijden
| Olympiër       | Discipline | Resultaat | Prestatie                             |
| -------------- | ---------- | --------- | ------------------------------------- |
| Steven Cousins | mannen     | 6e        | 10,0 p. (korte kür: 6 - lange kür: 7) |

### Shorttrack
| Olympiër                                                               | Discipline           | Resultaat | Prestatie                                                                         |
| ---------------------------------------------------------------------- | -------------------- | --------- | --------------------------------------------------------------------------------- |
| Nicky Gooch                                                            | 500 m (m)            | 29e       | dnq, vr 3 (4e): 1.08,907                                                          |
| Nicky Gooch                                                            | 1000 m (m)           | 22e       | dnq, vr 5 (3e): 1.33,638                                                          |
| Matthew Jasper                                                         | 500 m (m)            | dq        | dnq, vr 4: diskwalificatie                                                        |
| Matthew Jasper                                                         | 1000 m (m)           | 8e        | B-finale: 1.34,285, hf 2 (3e): 1.32,549, kf 1 (2e): 1.31,798, vr 6 (1e): 1.32,709 |
| Dave Allardice Nicky Gooch Matthew Jasper Robert Mitchell Matthew Rowe | 5000 m aflossing (m) | 7e        | B-finale: 7.06,462, hf 1 (3e): 7.11,955                                           |

Amerikaanse Maagdeneilanden · Andorra · Argentinië · Armenië · Australië · Azerbeidzjan · België · Bermuda · Bosnië en Herzegovina · Brazilië · Bulgarije · Canada · Chili · China · Chinees Taipei · Cyprus · Denemarken · Duitsland · Estland · Finland · Frankrijk · Georgië · Griekenland · Groot-Brittannië · Hongarije · Ierland · IJsland · India · Iran · Israël · Italië · Jamaica · Japan · Joegoslavië · Kazachstan · Kenia · Kirgizië · Kroatië · Letland · Liechtenstein · Litouwen · Luxemburg · Macedonië · Moldavië · Monaco · Mongolië · Nederland · Nieuw-Zeeland · Noord-Korea · Noorwegen · Oekraïne · Oezbekistan · Oostenrijk · Polen · Portugal · Puerto Rico · Roemenië · Rusland · Slovenië · Slowakije · Spanje · Trinidad en Tobago · Tsjechië · Turkije · Uruguay · Venezuela · Verenigde Staten · Wit-Rusland · Zuid-Afrika · Zuid-Korea · Zweden · Zwitserland